# Leif Davis
Leif Davis, född 31 december 1999 i Newcastle upon Tyne, är en engelsk fotbollsspelare (vänsterback) som spelar för Ipswich Town. 

## Karriär
Davis inledde sin karriär med Newcastle-klubben Wallsend Boys Club, innan han 2016 gick till Morecambe. Han tillhörde där akademin under två år och tränade med seniorlaget, dock utan att få debutera. Den 4 juli 2018 värvades Davis av Championship-klubben Leeds United, och skrev på ett treårskontrakt. Davis gjorde sin seniordebut för Leeds United den 23 december 2018, då han spelade från start i en bortaseger med 2–3 mot Aston Villa, efter att ordinarie vänsterbacken Barry Douglas blivit sjuk innan avspark. Den 7 januari 2019 startade han på nytt när Leeds förlorade med 2–1 mot Queens Park Rangers i FA-cupen.
Den 27 juli 2021 lånades Davis ut till AFC Bournemouth på ett låneavtal över säsongen 2021/2022. Den 25 juli 2022 värvades Davis av Ipswich Town, där han skrev på ett treårskontrakt.